# Didier Ollé-Nicolle

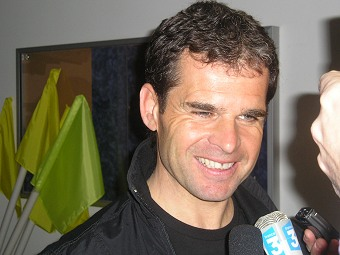

Didier Ollé-Nicolle (Belley, 2 september 1961) is een Frans voetbaltrainer. Hij is in dienst van Neuchâtel Xamax FC.

## Spelerscarrière
- 1968-1977 Auray
- 1979-1984 SCO Angers
- 1984-1991 SO Chambéry Foot

## Trainerscarrière
- 1991-2000 US Raonnaise
- 2000-2003 Valenciennes FC
- 2003-2005 Nîmes Olympique
- 2005-2006 La Berrichonne de Châteauroux
- 2006-2009 Clermont Foot Auvergne
- 2009-2010 OGC Nice
- 2010-2011 Neuchâtel Xamax FC
- 2011 Apollon Limassol
- 2011-... USM Alger